# Коммунарка (посёлок, Москва)
Коммуна́рка — посёлок в составе одноимённого района и внутригородского муниципального образования в городе Москве (ранее — в составе поселения Сосенского (Новомосковский административный округ)). Расположен за МКАД.
Коммунарка граничит с районами: Теплый Стан, Ясенево, Северное Бутово, Южное Бутово, Троицк, Щербинка, Филимонковский.
До 1 июля 2012 года п. Коммунарка входил в состав Ленинского района Московской области. Границы между городом Москвой и Московской областью определены постановлением Совета Федерации в 2011 году.
Новые границы района и внутригородского муниципального образования в городе Москве были образованы в мае 2024 года.

## История
Название «Коммунарка» было присвоено небольшому подсобному хозяйству рядом с деревней Фитарёво в 1925 году по инициативе Ф. Э. Дзержинского, а в 1929 году развернулось строительство большого совхоза «Коммунарка», — который просуществовал до начала 1990-х годов.
В 1628 году сельцо Фатырево (Фитарёво) на речке Фатыренке (Вздериножке) и Рылковом овраге — вотчина стольника, князя Савелия Ивановича Козловского. Далее оно переходит к его сыну, князю Григорию Савельевичу и внуку, Семёну Григорьевичу Козловским. Предположительно, до 1628 года Фитарёво входило в состав соседней Столбовской дачи. К 1619 году относится межа, учинённая между сельцом Сосенки Симонова монастыря и поместной землёй князя Ивана Мосальского, деревней Столбово, охватывает она и Фитарёво.
После князя Семёна Козловского Фитарёво переходит в руки разных владельцев — Шидловских, Юрьевых (1767 год), князей Цициановых и Репниных. В 1895 году принадлежит генерал-майору Фёдору Васильевичу Павлову. Бытует предание, что в 1812 году, при отступлении французов из Москвы, в Фитарёво ночевал маршал Ней и даже забыл свою шпагу и несколько черновых бумаг.
Помимо Фитарёво вблизи территории Коммунарки существовала также деревня Быковка (Быково).
В 1920-е годы Коммунарка и Фитарёво были независимыми населёнными пунктами, которые находились на небольшом (в пределах одного-двух километров) расстоянии друг от друга. В 1930-е годы, когда началось создание большого совхоза, по всей видимости, посёлок Коммунарка поглотил Фитарёво. С 1960-х годов Коммунарка в литературе упоминается как полноценный посёлок городского типа.
Совхоз в 1920 году находился в деревне Столбово и назывался не «Коммунарка», а совхоз «Столбово». В 1925 году из ближайших имений «Тюляево» начали переносить в Фитарёво (где на тот момент находилось 6 домов) другие дома, постройки, скот — и данный район деревни стал называться совхоз «Фитарёво». Управляющий совхозом В. Г. Медведский рекомендовал переименовать данный совхоз в совхоз «Коммунарка», так как в доме под номером 8 размещалась детская Коммуна.
В память о старом топониме в Коммунарке имеется Фитарёвская улица.
В 1928 году был принят план индустриализации страны, и в 1930 году начали строить животноводческие фермы, молокозавод, больницу с роддомом, среднюю школу, клуб и жилые дома. В 1933 году со станции Бутово провели одноколейную железнодорожную ветку (разобрана, сохранились отдельные искусственные сооружения). В 1935 году посадили липовый парк, который сохранился и по сей день.
Здесь с 1933 года жил с родителями и сёстрами будущий известный русский советский скульптор Владимир Егоров.
В советское время досуговый центр посёлка на месте разворотного круга 295 (впоследствии 595, 895) автобуса носил название «Пятачок».
В 2013 году центральная дорога посёлка названа улицей Александры Монаховой.

## Население
| 1926 | 2002  | 2006  | 2010  |
| ---- | ----- | ----- | ----- |
| 63   | ↗4723 | ↘4599 | ↗5223 |

Согласно Всероссийской переписи, в 2002 году в посёлке проживало 4723 человека (2152 мужчины и 2571 женщина).
С 2009 по 2015 годы в посёлке построено или строится в настоящее время[когда?] 79 домов (без учёта ЖК «Испанские кварталы», «Новая звезда»). По состоянию на февраль 2015 года сдано 54 дома (13682 квартиры).
По данным портала правительства Москвы, на 2024 год население района Коммунарки насчитывает 167,6 тысяч человек.

## Инфраструктура
В Коммунарке расположена администрация поселения Сосенское и префектура ТиНАО. Существует масштабный проект строительства административно-делового центра, закончить который городские власти планируют в 2025 году.
В посёлке находятся Дом культуры «Коммунарка», средняя общеобразовательная школа № 2070 (образована в 2013 году в результате слияния двух учебных заведений посёлка — МОУ «Коммунарская средняя общеобразовательная школа» и Коммунарский многопрофильный лицей № 1791, спортивный комплекс «Прометей».

## Социальная структура посёлка
В посёлке проживают разные социальные, культурные и экономические группы людей. Среди них выделяются старожилы (приехавшие или родившиеся в посёлке до массовой застройки) и новосёлы Коммунарки (приехавшие в посёлок после массовой застройки). Старожилы проживают в основном в старом фонде жилой застройки Коммунарки.

## Транспорт
С другими районами Коммунарка связана автобусными маршрутами:
- 978 метро Потапово - д.Захарьино (Щербинка)
- 967 метро Новомосковская - 2-й микрорайон Южного Бутова
- 992  Тёплый Стан —  Новомосковская
- 895  Тёплый Стан — 2-й микрорайон Южного Бутова
- 935  Тёплый Стан —  Новомосковская
- 101 Красная Пахра (45-й километр) —  Тёплый Стан
- 508 Посёлок ЛМС — Сосенское
- 512 Секерино —  Тёплый Стан
- 513 Жёдочи — Сосенское
- 514 Плёсково — Сосенское
- 515 Посёлок Армейский — Сосенское
- 531 Посёлок Курилово —  Тёплый Стан
- 577 Посёлок Воскресенское —  Тёплый Стан
- 878 Платформа Кокошкино —  Тёплый Стан
- 976 Посёлок Марьино — Столбово
- 1170  Тёплый Стан —  Бульвар Адмирала Ушакова

Время в пути от станции метро  Тёплый Стан до посёлка — 15 минут.
В 2014—2015 гг. проведена реконструкция улицы Александры Монаховой с продлением дороги до района Южное Бутово. В результате улица была расширена с 2 до 4—6 полос. 1 июля мэр Москвы Сергей Собянин принял участие в открытии дороги после реконструкции.
В границах новообразованного района Коммунарка действуют семь станции метро:  "Потапово", «Новомосковская", «Ольховая», «Прокшино», «Филатов Луг» и «Саларьево» Сокольнической линии, а также метро "Тютчевская" Троицкой линии.

## Улицы
Главная улица посёлка — улица Александры Монаховой. Изначально улица вела в совхоз Столбово, возникла в советское время, позднее улица была перенаправлена в сторону посёлка Коммунарка, который позднее расширился на север вдоль улицы, сделав, тем самым, улицу главной в посёлке. Изначально улица не имела названия и была аллеей с липами и акациями, однако после реконструкции в 2014 году деревья вдоль улицы были вырублены, улица расширена, продлена и получила название в честь директора совхоза Коммунарка Александры Монаховой. В советское время на въезде в Коммунарку со стороны Калужского шоссе на этой улице располагалась арка (не сохранилась, воссоздана в другом месте на той же улице — на примыкании к ней Конторской аллеи).
Исторически главной улицей деревни Фитарёво и главной улицей «старой» Коммунарки (то есть Коммунарки до постройки хрущёвок и брежневок вдоль улицы Александры Монаховой) была Фитарёвская улица, берущая своё начало от улицы деревни Фитарёво и тополиной аллеи усадьбы Фитарёво. Изначально посёлок Коммунарка разрастался вдоль этой улицы, на западном конце её к посёлку Коммунарка был приписан также посёлок 11-го объекта.

## Достопримечательности
- Коммунарские пруды: Школьный, Конный и Конторский. Конный пруд — бывший пруд деревни Фитарёво; Конторский и Школьный были созданы в советское время
- Конюшня усадьбы Фитарёво
- Фитарёвская тополиная аллея
- Липовый парк
- Сталинская застройка «Старой Коммунарки» и «11-го объекта»
- Водонапорная башня во дворе дома Липовый парк, 8
- Мемориал Великой Отечественной войны
- Арка на ул. Александры Монаховой